# David Ben-Gurión
David Ben-Gurión (en hebreo: דָּוִד בֶּן־גּוּרְיוֹן‎), nacido David Yosef Grün (en yidis: דוד יוסף גרין); (Płońsk, Polonia del Congreso; 16 de octubre de 1886-Ramat Gan, Israel; 1 de diciembre de 1973), fue un político israelí y, como estadista, fue el primero en ocupar el cargo de primer ministro de Israel. 
Ben-Gurion fue miembro de la segunda Aliyá y una figura importante del sionismo, así como uno de los líderes del movimiento obrero, miembro de los partidos Poalei Zion y Ajdut HaAvodá, el primer secretario general de la Organización General de Trabajadores en Eretz Israel y el primer líder de Mapai.
En sus funciones como presidente de la Agencia Judía para Israel y presidente del Ejecutivo Sionista, encabezó el liderazgo del Yishuv judío en la Tierra de Israel durante el Mandato Británico, y en su calidad de Presidente de la Administración de Pueblo desempeñó un papel central en la redacción de la Declaración de Independencia de Israel, proclamando el establecimiento del Estado Judío el 14 de mayo de 1948. Bajo su liderazgo, durante la guerra árabe-israelí de 1947-1949 se establecieron las Fuerzas de Defensa de Israel mediante la unión de diversas milicias judías; junto a la expulsión y desplazamiento de la mayoría de la población árabe palestina. Ben-Gurión es uno de los padres fundadores de Israel ya que fue él quien sentó las bases del estado judío, influyendo directamente en la solución de cuestiones clave y la formación de las principales instituciones del Estado de Israel. También supervisó la absorción de inmigrantes judíos. Una parte importante de su política exterior fue mejorar las relaciones con Alemania Occidental mediante un acuerdo de reparaciones en compensación por la confiscación nazi de bienes judíos durante el Holocausto.
Dirigió el Estado de Israel como primer primer ministro entre 1948 y 1953, y nuevamente entre 1955 y 1963; fue ministro de Defensa durante diez años y medio hasta 1963 (excepto por un paréntesis de dos años, de 1953 a 1955) y ministro de Transporte en el tercer gobierno de Israel (1952). Como primer ministro, fue en gran parte responsable de dar forma a la imagen democrática de Israel, la naturaleza de las interacciones entre los diferentes sectores de la sociedad israelí y dar forma a los mecanismos ejecutivos de muchos ministerios gubernamentales. Durante su mandato cientos de miles de inmigrantes fueron absorbidos. Después de su renuncia como primer ministro y su renuncia a Mapai, en 1965 estableció la Lista de Trabajadores Israelíes (Rafi).
Fue miembro de la Knesset entre 1965 y 1970, tras lo cual se retiró de la política.

## Biografía

### Infancia y adolescencia
Nació en la aldea de Płońsk, que entonces formaba parte del Polonia del Congreso en el Imperio ruso, fue educado de pequeño en un «jéder», institución tradicional de estudios judíos primarios con orientación religiosa. Posteriormente, y huérfano de su madre Sheindl a los once años, pasó a estudiar en una escuela fundada por su propio padre, Avigdor, quien le inculcó su avidez por el renaciente hebreo, sus convicciones sionistas y socialistas, y su pasión por la vida pública.
Los aires de profundo antisemitismo que campearon en la Europa Oriental de principios del siglo XX, uno de cuyos puntos álgidos fue el pogromo de Chisináu de 1903, contribuyeron también a forjar su visión de vida.
De tal manera, y siendo todavía muy joven, fundó junto a un grupo de amigos de su Płońsk natal un movimiento juvenil judío, «Ezra», que preparaba a los jóvenes sionistas dispuestos a emigrar a Palestina del Imperio otomano, en el aprendizaje de las labores agrícolas y del hebreo.
A los dieciocho años se trasladó a Varsovia y se sumó a las filas del partido político sionista socialista «Po'alei Sion» (del hebreo, "obreros de Sion"), siendo arrestado dos veces en tiempos de la revolución de 1905. En 1906, con veinte años, decidió consumar su ideal sionista emigrando a la región por entonces llamada Mutasarrifato de Jerusalén, a la sazón bajo dominio del Imperio otomano, en la denominada «Segunda Aliyá» u ola de inmigración sionista.

### Primeros años en Palestina y exilio (1906-1918)

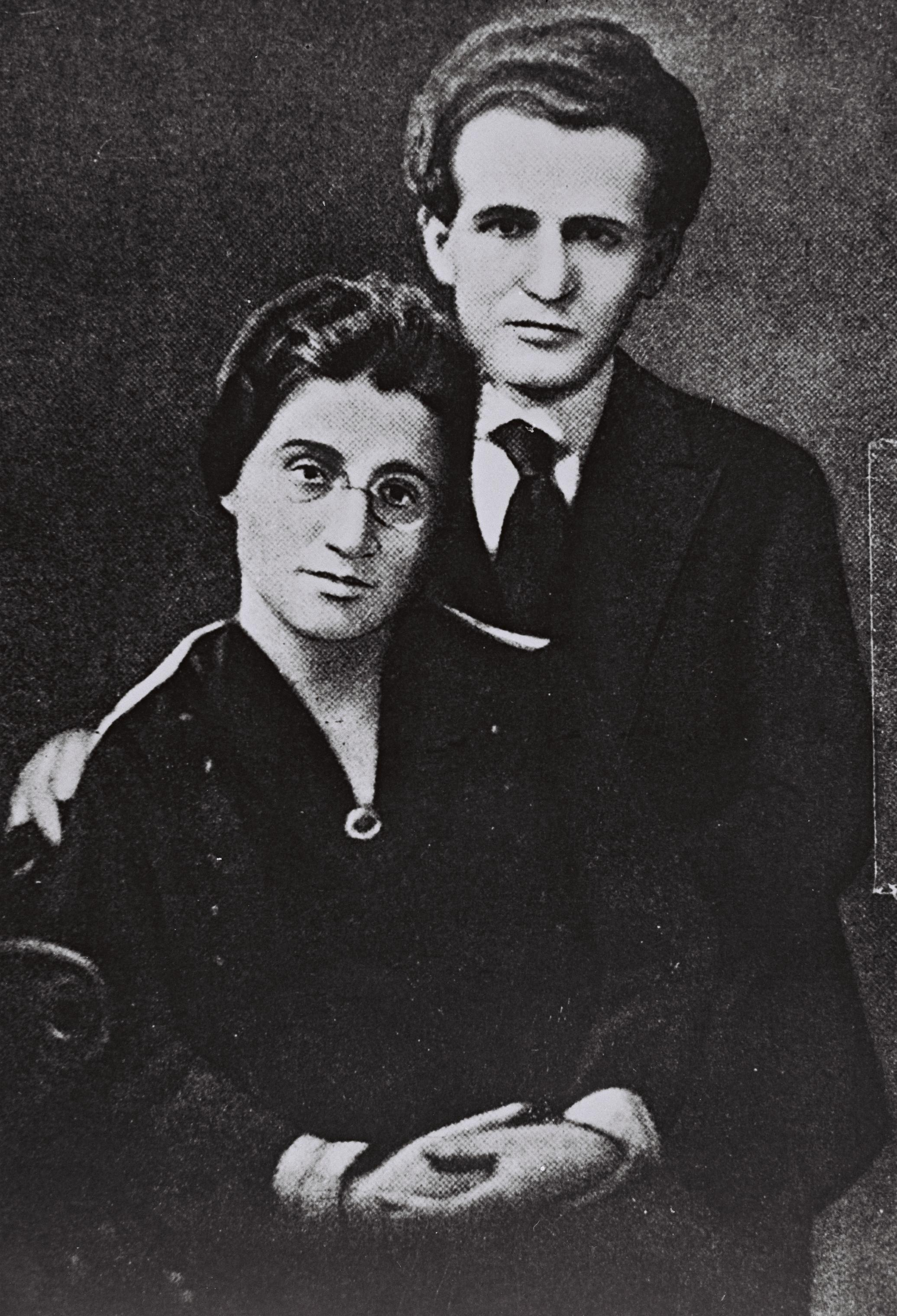
David Ben-Gurión y Paula Monbas en 1918, antes de contraer matrimonio.

Una vez en Palestina bajo el control de la Siria otomana, fiel a sus convicciones sionistas y socialistas, según las cuales el judío debía volver a sus raíces y al trabajo de la tierra, y para predicar con el ejemplo, se dedicó por varios años a la agricultura, primeramente en las plantaciones de cítricos de Petaj Tikva y en los viñedos de Zikhron Ya'aqov, para pasar luego a Galilea, estableciéndose sucesivamente en los asentamientos de Séjera, Menajamía y Kinéret.
Paralelamente, siguió desarrollando su actividad pública, sumándose ya en 1906 al partido «Poalei Sion» de Palestina. A sus esfuerzos se debió, en 1907, la reforma de la plataforma del partido, que incorporó el llamado a la "independencia política del pueblo judío en esta tierra". En 1909 fue uno de los promotores y fundadores de la organización hebrea Hashomer (del hebreo, "el centinela"), grupo armado creado para proporcionar protección a los asentamientos judíos. En 1910, se contó entre los fundadores y primeros editores del periódico de su partido, «Ajdut» (hebreo, "unión"), en el que comenzó a firmar sus artículos con el nombre de David Ben-Gurión, inspirado en Yosef Ben-Gurión, uno de los líderes de la primera guerra judeo-romana contra los romanos (años 66-73).
La revuelta de los Jóvenes Turcos de 1908, y su consecuente promesa de un cambio renovador en la anquilosada política otomana, llevó al joven Ben-Gurión a depositar las esperanzas del movimiento sionista en los nuevos políticos turcos. Fue así que en 1912, tomó la decisión de estudiar derecho en Constantinopla, no sin antes pasar una temporada en Salónica con el fin de aprender turco. Durante su estancia en la capital del ya languideciente Imperio otomano, buscó ser elegido diputado y aún ministro, para promover la libre inmigración judía a Palestina, coartada y cercenada por el gobierno osmanlí. Empero, el estallido de la Primera Guerra Mundial abortó sus planes: sus estudios de derecho se vieron truncados, e incluso las autoridades otomanas le acusaron de agitador prosionista, y en ocasión de unas vacaciones en Palestina le expulsaron a Egipto, y de allí buscó exiliarse en los Estados Unidos, donde llegó en 1915.
Durante su estancia en Nueva York, que se prolongó hasta fines de 1918, conoció a quien sería su esposa y compañera de toda la vida, Paula, con la cual tuvo sus tres hijos. Ben-Gurión no cejó en momento alguno en su actividad pública, en cuyo marco estuvo entre los fundadores del movimiento sionista «Hejalutz» (hebreo, "el pionero"); y luego de la derrota y posterior desmembramiento del Imperio otomano y la llegada de los británicos a Palestina y la declaración de apoyo a la causa sionista del ministro inglés de Exteriores, Arthur Balfour, en 1917 trabajó fervientemente en el reclutamiento de la juventud sionista a la Legión Judía, cuerpo de voluntarios del ejército inglés, al cual él mismo se sumó. No menor importancia tuvieron los aires de libertad y democracia que respiró en los Estados Unidos por primera vez en su vida, que dejaron una honda impresión en su espíritu, y que influyeron posteriormente a lo largo de su camino.

### De vuelta en Palestina (1918-1935)

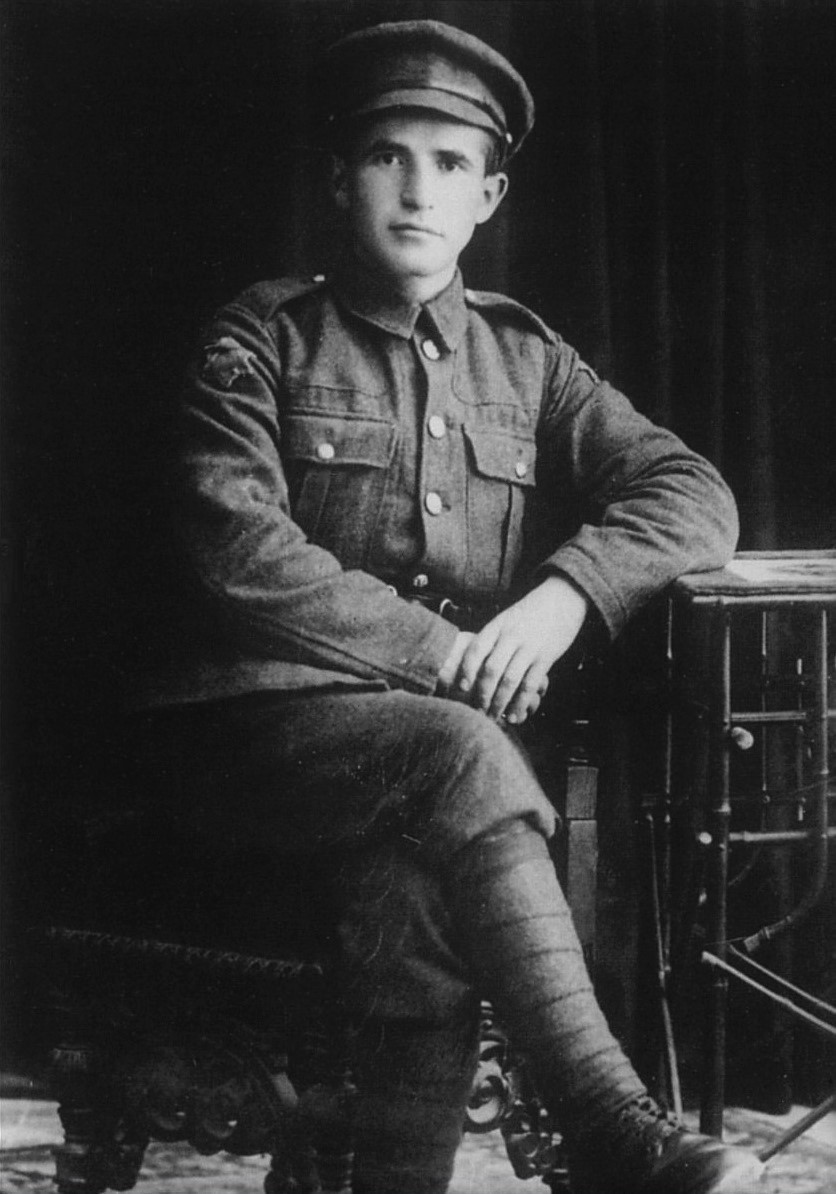
Ben-Gurión con su uniforme de voluntario en la Legión Judía del ejército inglés (1918).

A su vuelta a Palestina bajo el control del Imperio Británico, después de la derrota del Imperio otomano, paralelamente a la entrada triunfal de las fuerzas británicas comandadas por el general Edmund Allenby, en las postrimerías de 1918, se dedicó con ahínco a la creación paulatina de las instituciones que permitirían en su día la concreción del sueño sionista de Ben-Gurión: la creación de un Estado judío independiente y soberano en la Tierra de Israel. Así, estuvo entre los fundadores en 1920 de la «Histadrut», la confederación sindical de trabajadores hebreos de Israel, como secretario general, desde 1921 hasta 1935. Bajo el mando de Ben-Gurión, la Histadrut se convirtió en una poderosa corporación económica, dueña de fábricas, cooperativas agrícolas y de producción, servicios de salud y hasta su propio banco, el Banco Hapoalim (en hebreo: "Los trabajadores") que brindaron en su conjunto la infraestructura económica y política de lo que dio en llamarse «el Estado en camino», y que dominaron la escena económica del país por largas décadas.
Asimismo, condujo en 1933 a la fusión de los distintos partidos políticos de orientación sionista, laica y socialista, en el partido «Mapai», el partido laborista por sus siglas en hebreo, del que fue secretario general por no menos de cinco lustros.
En 1935, fue elegido presidente del ejecutivo de la Agencia Judía, la Sojnut, virtual Poder Ejecutivo del «Estado en camino» y verdadero «Estado paralelo» al Mandato británico, cargo que ocuparía hasta la creación misma del Estado, el 14 de mayo de 1948.

### Camino del Estado de Israel (1935-1948)
Al mando de los designios de la comunidad judía en Palestina desde 1935, Ben-Gurión se dedicó a la consolidación del futuro estado judío, contribuyendo como ningún otro prohombre judío a establecer las líneas básicas que le caracterizarían hasta el día de hoy.
Su visión del conflicto árabe-judío fue casi siempre pragmática. A mediados de 1937 Ben-Gurión aceptó, al menos de facto, el principio de partición de Palestina propuesto por la comisión británica investigadora de los disturbios árabes iniciados en 1936, presidida por Lord Earl Peel, y estuvo dispuesto a conformarse con un estado independiente, así fuera solo en una pequeña parte - el 20 por ciento - de la Tierra de Israel histórica. Su criterio fue compartido por Jaim Weizman y Moshé Sharet, futuros primer presidente de Israel y segundo primer ministro de Israel, respectivamente, aunque rechazada por otros dirigentes sionistas, como Ze'ev Jabotinsky, Berl Katzenelson y Golda Meir, entre otros. Pragmática también fue su respuesta a la revuelta árabe de 1936, que se prolongó hasta 1939: Ben-Gurión fue un firme partidario de una respuesta moderada que evitase la escalada de violencia, y llamó a evitar la pérdida de vidas inocentes, la Haganá, organización paramilitar ligada a Histadrut. Durante este periodo tuvo hacia las respuestas árabes una política de "auto contención" havlagá, lo que dividió aún más a los sectores oficiales de orientación de izquierdas y los sectores disidentes revisionistas como el Irgún.
Con la publicación del Libro Blanco en 1939, por el cual Gran Bretaña establecía fuertes restricciones a la libre inmigración judía a Palestina, y grandes trabas a la adquisición de nuevas tierras a manos de judíos, Ben-Gurión abandonó su consabida política de cautela y gradualismo, para adoptar una firme línea activista frente al Mandato inglés. Durante la Segunda Guerra Mundial, su estrategia frente al conflicto creado entre la firme oposición hebrea a las restricciones británicas, y el hecho de que Gran Bretaña combatía contra la Alemania nazi, fue resumida sucintamente en su afirmación de que los sionistas «combatirían contra los nazis como si no existiera el Libro Blanco, y combatirían el Libro Blanco como si no hubiera guerra». Después de la guerra, desafió la autoridad británica organizando la campaña masiva de inmigración ilegal, y buscó expandir las fronteras de facto del futuro estado, creando rápidamente nuevos asentamientos judíos en muchas partes  de Palestina. Asimismo, impulsó el desarrollo de una sólida y eficaz capacidad de defensa judía, y presionó a los países occidentales amigos a vender a los judíos armamento pesado, como artillería y aviones.

## Vida política

### Primer ministro (1948-1953)

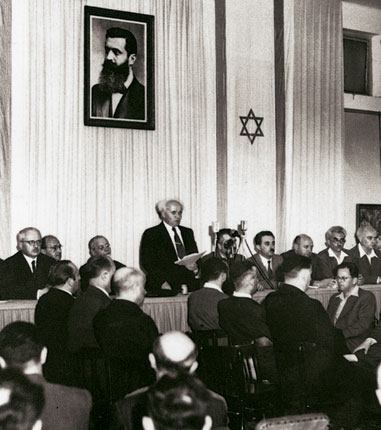
Ben-Gurión proclamando la independencia de Israel bajo un retrato de Theodor Herzl, fundador del sionismo moderno.

El 14 de mayo de 1948 (el 5 de Iyar de 5708), leyó Ben-Gurión en Tel Aviv la declaración de independencia del Estado de Israel; inmediatamente al cabo de la cual, el país fue atacado por siete estados árabes - Egipto, Siria, Jordania, Líbano, Irak, Arabia Saudita y Yemen - en lo que fue el comienzo de la Guerra de Independencia de Israel.
Una de sus primeras órdenes, como jefe de Estado de facto, fue la de unificar a todos los grupos combatientes hebreos, creando así al Ejército de Defensa de Israel, el Tzáhal (por sus siglas en hebreo). Ben-Gurión otorgó a la consolidación de las Fuerzas Armadas y a la desaparición como tales de las milicias previas al Estado, una importancia tal, al punto que no dudó en mandar bombardear hasta su hundimiento al barco rebelde "Altalena", con Menajem Beguin a bordo, con tal de imponer la supremacía del nuevo estado e impedir el caos que supondría la tolerancia de grupos armados independientes.

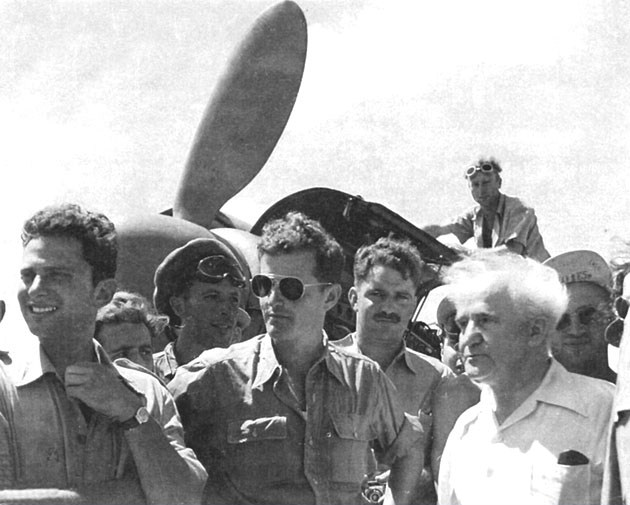
Ben-Gurión visitando al Escuadrón 101 de la Fuerza Aérea Israelí en agosto de 1948.

El 25 de enero de 1949, aún sin haber concluido la guerra, tuvieron lugar las primeras elecciones al parlamento israelí, la Knéset, de las cuales Ben-Gurión surgió electo como primer Primer ministro, al mando del partido Laborista que se alzó con 46 escaños de los 120 en juego, ocupando asimismo el cargo de ministro de Defensa.
Ben-Gurión se abocó con el ímpetu que lo caracterizó a la ardua tarea de construir, estabilizar y consolidar un país en permanente conflicto, semidespoblado, desprovisto de materias primas u otras riquezas, y extremadamente heterogéneo en su composición demográfica. Su peculiar percepción histórica, que combinaba permanentemente lo sublime con lo mundano, le llevó a abrir de par en par las puertas de la inmigración judía al nuevo estado, aún a costa de instalar a las multitudes recién llegadas en míseros caseríos maltrechos, y de imponer un durísimo sistema de racionamiento de comestibles y otros bienes a toda la población, que se prolongó hasta fines de los años 1950. Producto de ese mismo realismo, firmó el 10 de septiembre de 1952, con el a la sazón Canciller de Alemania Occidental, Konrad Adenauer, un extremadamente controvertido acuerdo de indemnizaciones y rentas alemanas, como retribución inicial y parcial por los bienes confiscados y por los trabajos forzados - que no por las vidas perdidas o el sufrimiento causado a los judíos en el Holocausto - perpetrados por la Alemania nazi.

### El retiro al desierto (1954)
Una de las más consabidas ideas de Ben-Gurión fue la de poblar el desierto del Néguev, que ocupa gran parte del sur de Israel. Así, renunció el 7 de diciembre de 1953 a su cargo de premier y a todos los otros puestos claves que venía ejerciendo desde hacía décadas, y se mudó a una cabaña construida especialmente para él y su inseparable esposa Paula, en el sureño kibutz de Sde Boker. Allí, se entregó a la lectura y a la escritura de libros y memorias, amén de convertir a la archiconocida cabaña en una verdadera meca de peregrinación de todos los estamentos de la sociedad; muy especialmente jóvenes con quienes mantenía un diálogo nutrido y fluido y a quienes pretendió servir de ejemplo, e incluso estadistas extranjeros le visitaron en el desierto durante su "exilio". De todos modos, nunca se llegó a desligar del quehacer político: Ben-Gurión fue muy criticado por seguir manipulando tras bambalinas los tejes y manejes de la política israelí, al punto de minar la autoridad de su sucesor y quien fuera bajo su gobierno el ministro de Exteriores, el poco carismático Moshé Sharet.

### Segundo periodo como primer ministro (1955-1963)

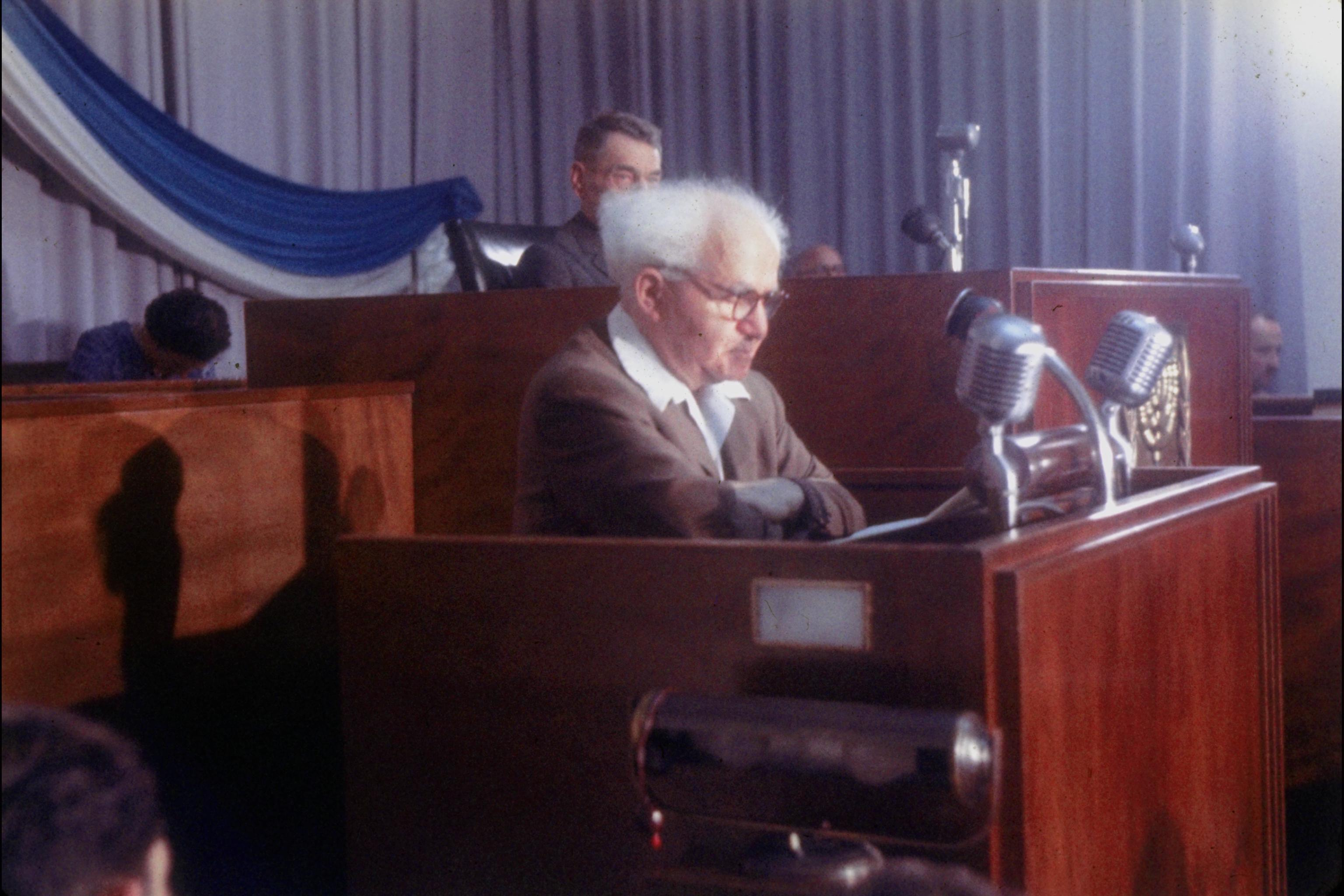
Ben-Gurión hablando ante el Knéset (parlamento de Israel) en 1957.

Al cabo de poco más de un año de retiro voluntario, el 21 de febrero de 1955, Ben-Gurión decidió volver a Jerusalén, retomando el cargo de ministro de Defensa bajo el gobierno de Moshé Sharet, y ya en julio del mismo año, fue nuevamente electo Primer ministro. De esta nueva incursión en la vida política del país, se recuerda principalmente su campaña militar del Sinaí del 29 de octubre al 5 de noviembre de 1956, con Gran Bretaña y Francia como aliados; y en general, el estrechamiento de los vínculos entre este último país e Israel, hasta el punto de una gran amistad entre Ben-Gurión y el presidente francés, el general Charles de Gaulle. En esta época, su gobierno comenzó el desarrollo secreto del complejo nuclear de Dimona, proyecto encaminado y desarrollado por el joven secretario de Defensa y ya mano derecha de Ben-Gurión por aquellos años, Shimon Peres.
Durante este periodo, se llevó a cabo la captura del criminal de guerra nazi Adolf Eichmann, capturado en la Argentina en 1960 y llevado a juicio en Israel, que finalizó el 15 de diciembre de 1961, siendo condenado a morir en la horca por crímenes contra la Humanidad; la sentencia se cumplió la madrugada del 31 de mayo de 1962. Este fue el caso más sonado de los exnazis buscados mundialmente.
En las postrimerías de su intensa vida política, se enfrascó en acérrimos combates intestinos con varios de sus rivales políticos del seno del Partido Laborista, todo debido al fiasco de un burdo intento de manipulación de espionaje israelí en Egipto, conocido como "el caso Lavón", por su sucesor como ministro de Defensa, Pinjas Lavón, quien se cree que dio la malograda orden. Si bien los sucesos acontecieron durante el retiro de Ben-Gurión al Néguev, sus efectos comenzaron a filtrarse a la opinión pública a principios de los años 1960. Tales escaramuzas, y diversas decisiones impopulares tomadas por despóticas, minaron notablemente la imagen de Ben-Gurión dentro de su partido y en la opinión pública, y le llevaron a la renuncia definitiva a su cargo de primer ministro, el 16 de junio de 1963, a los setenta y siete años de edad.

### Últimos años (1963-1973)

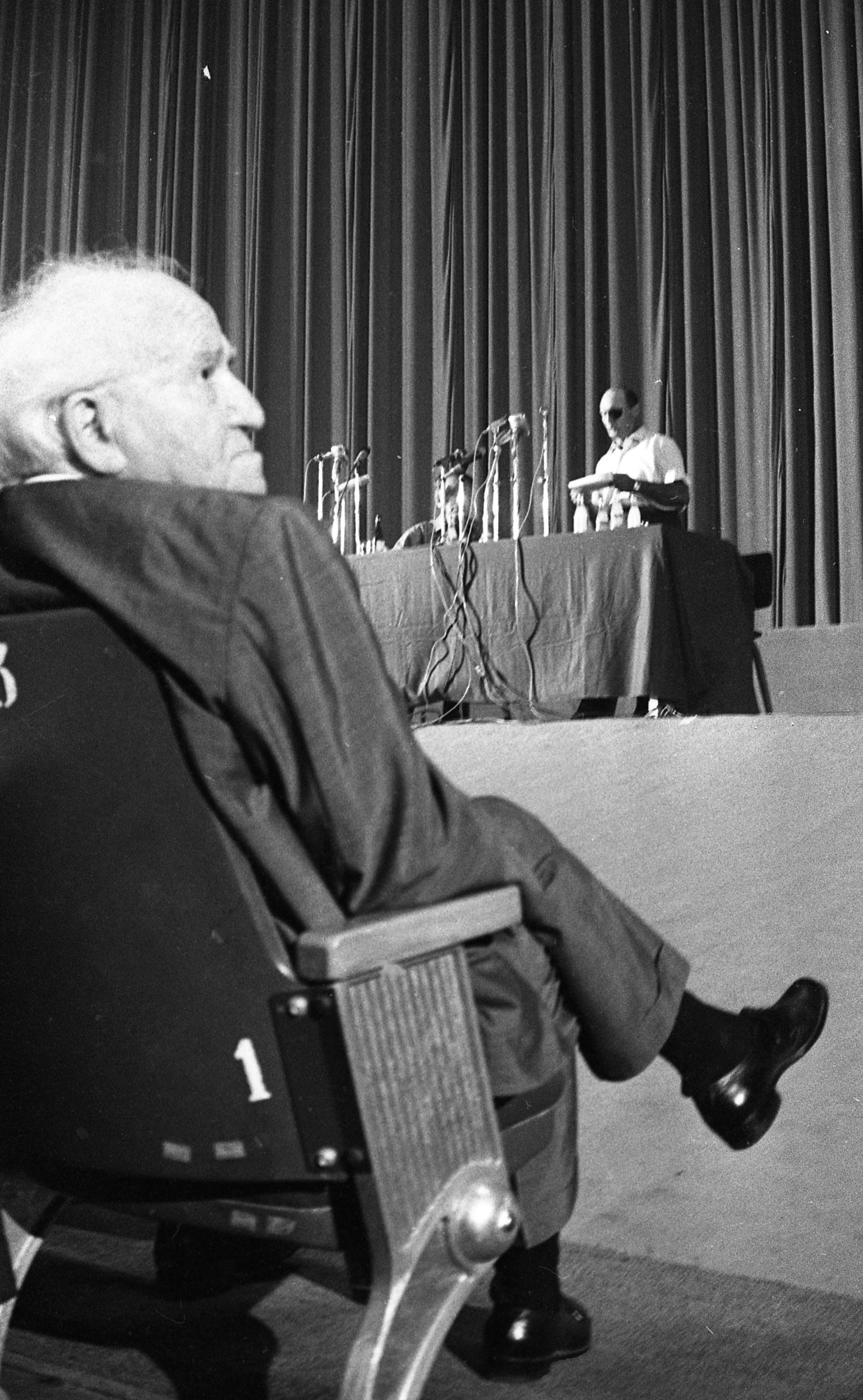
David Ben Gurión escuchando un discurso de Moshé Dayan, 1969

La vejez no solo no apaciguó la iracundia del viejo líder, sino que, por el contrario, le llevó a enconadas discusiones y profundos desencuentros con sus correligionarios laboristas, que le llevaron, a los setenta y nueve años de edad, a enemistarse con sus otrora compañeros Moshé Sharet y Levi Eshkol, y a abandonar de un portazo al Mapai, creando un nuevo partido, Rafi ("Lista de trabajadores de Israel", por sus siglas en hebreo), secundado por Shimon Peres y Moshé Dayán. El nuevo partido obtuvo 10 escaños en las elecciones a la sexta legislatura del 2 de noviembre de 1965, menos de la mitad de lo que Ben-Gurión esperaba.

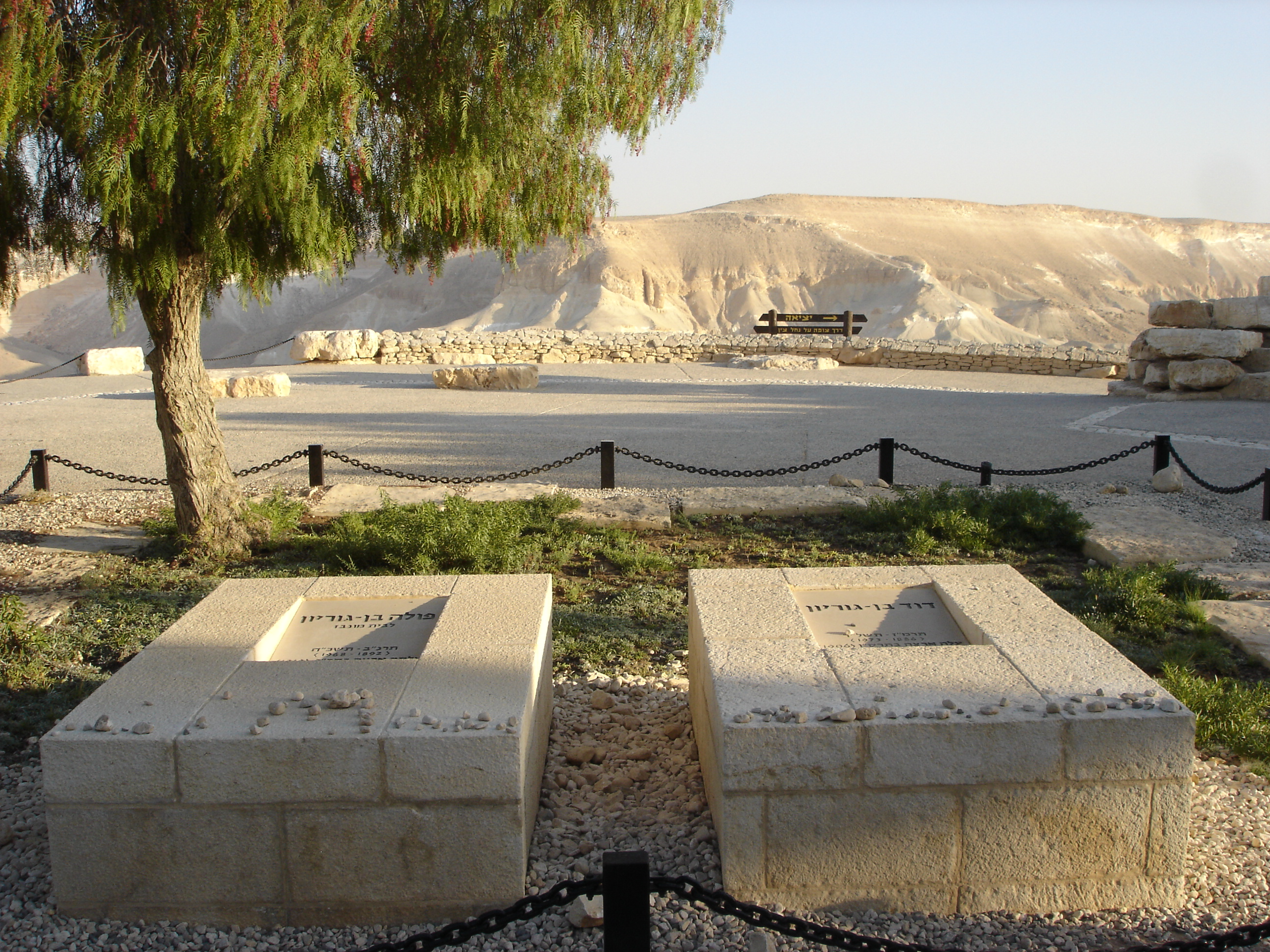
Las tumbas de Paula (a la izquierda) y David Ben-Gurión. Sde Boker, desierto del Néguev, Israel.

Cuando sus nuevos correligionarios de Rafi decidieron volver a unirse con el Laborismo, Ben-Gurión prefirió quedarse solo como bancada de un solo hombre. Para las elecciones a la séptima Knéset del 28 de noviembre de 1969, a la edad de ochenta y tres años, y sin dar su brazo a torcer, fundó un nuevo partido, con tal de no volver con sus excompañeros: el Partido Institucional, que obtuvo 4 escaños de un total de 120.
En 1970, cansado ya de tanta lidia, volvió a su cabaña de Sde Boker, ya sin Paula, que había fallecido en 1968. Sus últimos años le vieron en su desierto amado, dedicado a la lectura de la Biblia, a la gimnasia Feldenkrais y a escribir sus memorias. Lúcido e inmiscuido en la vida pública hasta el fin de sus días, llamó luego de la guerra de los Seis Días a devolver todos los territorios conquistados al cabo de la contienda, excepto Jerusalén oriental y los altos del Golán, a cambio de una "paz verdadera" con los vecinos árabes.
David Ben-Gurión falleció el 1 de diciembre de 1973 (6 de Kislev de 5734). Su tumba, junto a la de su esposa Paula, está enclavada en el desierto que él vio florecer.

## Pensamiento

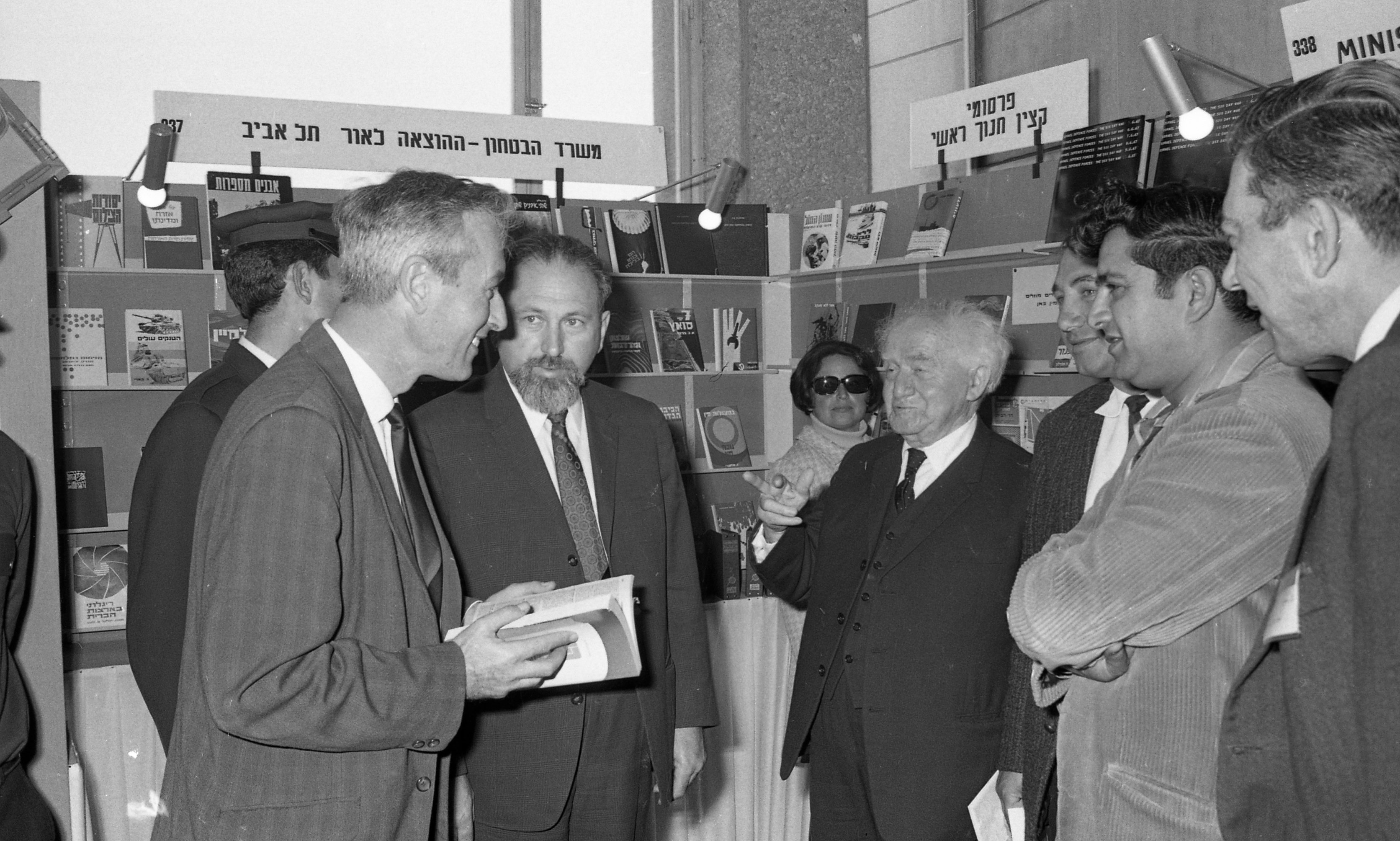
David Ben-Gurión en la feria internacional del libro, Jerusalén 1969

Ben-Gurión fue uno de los primeros dirigentes sionistas, que intentó desentrañar el rechazo total de los árabes al Estado de Israel, e incluso se embarcó en la dura tarea de llegar a una reconciliación entre ambos contendientes al mismo pedazo de tierra. Sus posiciones fueron siempre de un crudo realismo, a costa de exponerse a las acérrimas críticas de sus opositores de la derecha sionista o de las corrientes judías religiosas. Su interés primero fue siempre la creación de una patria para los judíos, que ofreciera refugio seguro ante cualquier persecución; y solo en segundo lugar, las pretensiones territoriales: «Prefiero la unidad del pueblo judío, a la unidad territorial de Israel», dijo. Fiel a sus convicciones, estuvo siempre dispuesto a recorrer un largo trecho en forma de concesiones a cambio de la paz con los vecinos árabes, aunque consideraba que la condición sine-qua-non para una paz duradera, era un Estado de Israel fuerte, autosuficiente y respetado por los países de la región.
Ben-Gurión siempre tuvo conciencia cabal de su lugar en la historia: así fue que se encargó de documentar sus actividades en un enorme y ordenado patrimonio; mientras que sus diarios personales abarcan no menos de cientos de miles de páginas. Motivado tanto por el deseo de excelencia en el liderazgo como por sus ansias de saber, fue un ávido lector, particularmente de historia y filosofía política y religiosa: su biblioteca personal contaba con no menos de 20.000 volúmenes. Sus viajes por el mundo lo convirtieron en políglota, aunque no menos importancia tuvo su perfeccionismo en todo aquello que cautivara su curiosidad: llegó incluso a estudiar el griego y el español, sólo para poder leer a Platón y a Cervantes en sus idiomas originales.

## Algunos escritos

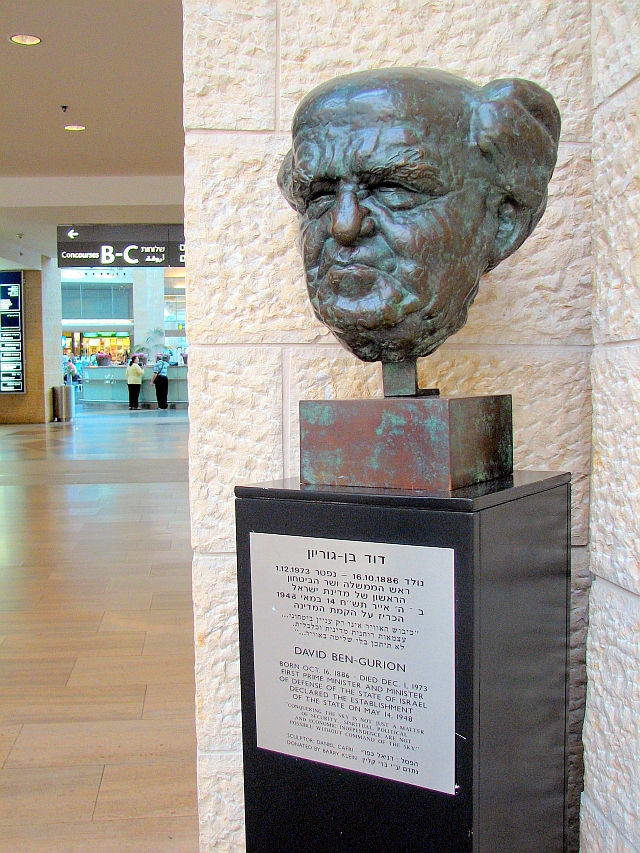
Busto de David Ben-Gurión en el Aeropuerto Internacional Ben Gurión, el más importante de Israel.

- Rebirth and Destiny of Israel, NYC, Philosophical Library, 1954. ASIN B0007DEAM4
- Israel, Years of Challenge, Holt, Rinehart & Winston, 1963. ASIN B0006AYTWY
- Days of David Ben-Gurion: Seen in photographs and with text from his speeches and writings, Grossman, 1967. ASIN B0007DN1WY
- Memoirs, World Pub Co., 1970. ASIN B0006C5F3O
- Israel: A personal history, Funk & Wagnalls, 1971. ASIN B0006CBC86
- Letters to Paula, University of Pittsburgh Press, 1972. ISBN 0-8229-1102-7
- Ben Gurion looks at the Bible, Jonathan David Pub., 1972. ISBN 0-8246-0127-0
- My Talks with Arab Leaders, Okpaku Communications Corp., 1973. ISBN 0-89388-076-0
- The Jews in their Land, Aldus Books, 1974. ISBN 0-490-00260-9
- Ben-Gurion looks back, Schoken, 1988. ISBN 0-8052-0274-9